# Peter Bause

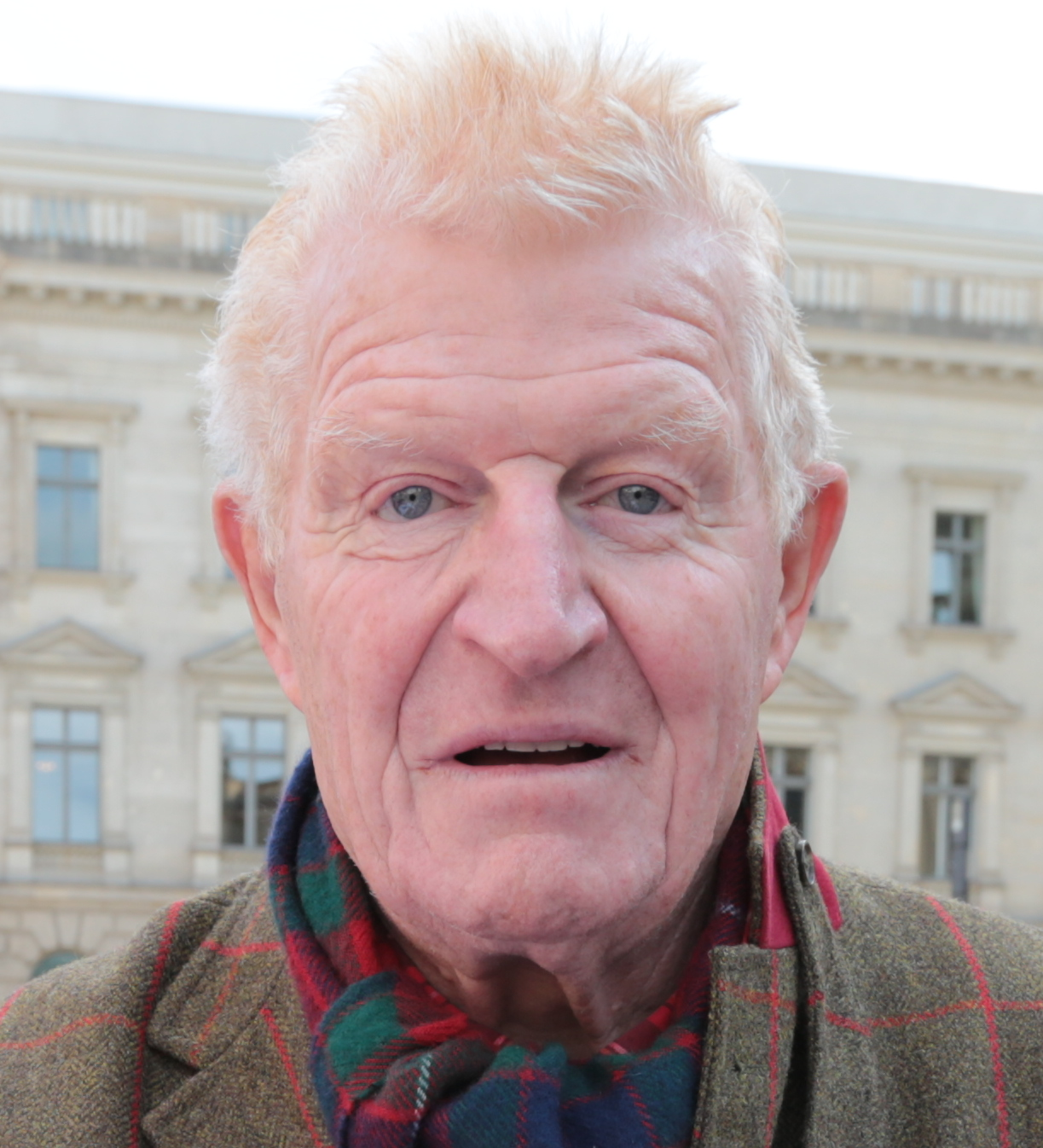
Peter Bause (2017)

Peter Bause (* 15. Dezember 1941 als Peter Schmalz in Gotha) ist ein deutscher Schauspieler und Hörspielsprecher. Neben seiner Mitwirkung in etlichen Theaterinszenierungen wie am Deutschen Theater Berlin und am Berliner Ensemble stand er von 1965 bis 2005 in über 130 Film- und Fernsehproduktionen vor der Kamera.

## Leben

### Herkunft und Ausbildung
Peter Bause wuchs in Magdeburg auf. Nach vorzeitigem Schulabschluss begann er eine Ausbildung zum Briefträger und wurde im Alter von 17 Jahren Leiter des Jugendpostamts in Magdeburg. In dieser Zeit holte er neben seiner Arbeit sein Abitur nach. Bei der Deutschen Post wurde er Mitglied der Laienspielgruppe „Dramatischer Zirkel“, wo erstmals sein schauspielerisches Talent entdeckt wurde.
Bause entschied sich schließlich für das Schauspiel und absolvierte von 1961 bis 1964 an der Theaterhochschule „Hans Otto“ Leipzig unter dem Familiennamen „Schmalz“ seine Schauspielausbildung; zu seinem Jahrgang gehörte unter anderem Jürgen Zartmann.

### Theater
Sein erstes Engagement erhielt Bause am Friedrich-Wolf-Theater in Neustrelitz, danach war er ab Mitte der 1960er Jahre am Volkstheater Rostock beschäftigt, wo er erste überregionale Erfolge mit Hans Bunges Inszenierung von Bertolt Brechts Flüchtlingsgespräche. Ab 1970 war er acht Jahre lang am Deutschen Theater Berlin. Dort spielte er u. a. den Poprischtschin Nikolai Gogols Ein-Personen-Stück Tagebuch eines Wahnsinnigen, 1972 neben Peter Aust, Dieter Franke und Hilmar Thate in Manfred Wekwerths Shakespeare-Inszenierung Leben und Tod Richard des Dritten die Rolle des George, Herzog von Clarence und 1976 unter Wolfgang Heinz in Wassili Schukschins Dramen Der Standpunkt und Tüchtige Leute.
Ende der 1970er Jahre wechselte Bause zum Berliner Ensemble (BE). Am BE konnte er vor allem sein komödiantisches Talent zeigen, wie in der Travestierolle der „angel-sächselnden“ Kräuterhexe in Manfred Wekwerths und Alejandro Quintanas Inszenierung von Dario Fos Zufällig eine Frau: Elisabeth. Ebenso konnte er 1982 als Herbert Georg Beutler bzw. Inspektor Newton in Friedrich Dürrenmatts Die Physiker Theaterkritiker überzeugen. Am BE wirkte er wiederholt in Bertolt-Brecht-Stücken, so gab er 1981 den obersten Polizeichef von London, Tiger-Brown, in Die Dreigroschenoper, in Baal den Komponisten und Freund Baals, Ekart, und 1991 war er in Der gute Mensch von Sezuan als Barbier Shu Fu zu sehen. Seitdem 1993 sein festes Engagement beim Berliner Ensemble durch den Weggang des Intendanten Manfred Wekwerth endete, arbeitet er freiberuflich.
Bei den Burgfestspielen Jagsthausen übernahm Bause die Titelrollen in Johann Wolfgang von Goethes Götz von Berlichingen (2000/01) und Faust I (2002) sowie in Carl Zuckmayers Des Teufels General (2005) und Der Hauptmann von Köpenick (2006).
Am Altonaer Theater in Hamburg agierte er ebenfalls in den Titelrollen von Friedrich Schillers Wallenstein (2002/03), Bertolt Brechts Leben des Galilei (2006) und William Shakespeares König Lear (2007/08) sowie den Amtsvorsteher Wehrhahn in Gerhart Hauptmanns Drama Der Biberpelz (2005/06).
Am Tourneetheater Euro-Studio Landgraf spielte er wie am Berliner Ensemble in mehreren Stücken Bertolt Brechts, so tourte er in der Rolle des Mackie Messer Die Dreigroschenoper, als Puntila in Herr Puntila und sein Knecht Matti, spielte die Titelfigur in Der aufhaltsame Aufstieg des Arturo Ui und war von 2014 bis 2016 an der Seite seiner Frau Hellena Büttner in der Doppelrolle als Sänger Arkadi/Dorfrichter Azdak in Der kaukasische Kreidekreis zu sehen.
In der Spielzeit 2009/10 übernahm Bause unter der Regie von Wolfgang Engel an der Seite von Matthias Freihof eine der beiden Hauptrollen. Er spielte den Komponisten Richard Strauss in Ronald Harwoods Bühneninszenierung Kollaboration, der den Briefwechsel zwischen Strauss und dem Schriftsteller Stefan Zweig thematisiert.
In der Spielzeit 2014/15 war er unter Volkmar Kamm am Stuttgarter Alten Schauspielhaus in Hans Falladas Jeder stirbt für sich allein an der Seite seiner Ehefrau Hellena Büttner in der Rolle des Schreinermeisters Otto Quangel zu sehen.
Seit 2018 wirkt Bause regelmäßig am Schlosspark-Theater Berlin in Aufführungen. Er spielt dort u. a. an der Seite von Brigitte Grothum und Roberto Blanco den titelgebenden Familienpatriarchen Claude Verneuil in dem Stück Monsieur Claude und seine Töchter, in einer Bühnenbearbeitung von Stefan Zimmermann nach dem gleichnamigen Film von Philippe de Chauveron. Seit 2022 verkörpert er diese Rolle in der Bühnenfortsetzung Monsieur Claude und seine Töchter – Teil 2 erneut.
In der im Juni 2020 zunächst im Kammertheater Karlsruhe uraufgeführten und ab September 2020 am Schlosspark-Theater aufgeführten satirischen Komödie Gottes Lebenslauf, basierend auf Jean-Louis Fourniers Le curriculum vitae de Dieu, spielte er gemeinsam mit Dieter Hallervorden die Hauptrolle eines Personaldirektors einer großen Firma.
Im Februar 2024 spielte Bause neben André Vetters und Stephan Bürgi als Johann Wilhelm Möbius eine der Hauptrollen am Theater der Obergrafschaft und an der Freien Waldorfschule in Heidenheim an der Brenz in Friedrich Dürrenmatts Die Physiker.
Mehrfach stand Bause mit Ein-Personen-Stücken auf der Bühne. Bis zur letzten Aufführung im Dezember 2016 war er 30 Jahre lang mit Patrick Süskinds Ein-Personen-Stück Der Kontrabass wechselnd am Berliner Ensemble und im Konzerthaus in Berlin zu sehen. 2017 erhielt er den Theaterpreis Hamburg – Rolf Mares in der Kategorie „Herausragender Darsteller“ für seine Darstellung im Ein-Personen-Stück Place of Birth: Bergen Belsen in den Hamburger Kammerspielen (Regie: Axel Schneider).

### Film und Fernsehen
1965 gab Bause als Murr sein Filmdebüt in Hanns Anselm Pertens schwarz-weißem DEFA-Spielfilm Terra incognita. Im Folgejahr besetzte Joachim Hasler ihn in seinem Musikfilm Reise ins Ehebett als Herr Schweiger an der Seite von Frank Schöbel. 1973 war er erneut unter Hasler gemeinsam mit Frank Schöbel und dessen damaliger Partnerin Chris Doerk in dem DEFA-Filmmusical Nicht schummeln, Liebling! als Baurat Kummerow zu sehen. Zwischen 1973 und 1989 übernahm er mehrfach Gastrollen in den Fernsehreihen Polizeiruf 110 und Der Staatsanwalt hat das Wort. 1979 war er in Konrad Petzolds Kriminalfilm Für Mord kein Beweis an der Seite von Winfried Glatzeder und Horst Schulze in einer der Hauptrollen als Leutnant Gallig zu sehen. Wiederholt arbeitete er für mehrere DEFA-Kinoproduktionen mit dem Regisseur Herrmann Zschoche zusammen, so neben Gudrun Ritter als deren Filmehemann Heinz Moldenschütt in der Literaturverfilmung Und nächstes Jahr am Balaton (1980), in dem frei auf dem Roman Buridans Esel von Günter de Bruyn basierenden Spielfilm Glück im Hinterhaus (1980), in der Rolle des Heimleiters im Filmdrama Bürgschaft für ein Jahr (1981) und als Landgraf in der Friedrich-Hölderlin-Verfilmung Hälfte des Lebens (1985).
Bause wirkte daneben in zahlreichen Kinder- und Jugendproduktionen, so spielte er den Bisamfänger in Der Untergang der Emma (1974), den Bauern Jan in Die schwarze Mühle, den Herzog in Zwerg Nase, den Lehrer Eckart in Die dicke Tilla (1982), den Hausmeister in Insel der Schwäne (1983), den Oberleutnant Vogel in Unternehmen Geigenkasten (1985) und die Rolle des Hans Becker in Bodo Fürneisens Verfilmung Die Weihnachtsgans Auguste (1988).
Im wiedervereinigten Deutschland konnte Bause nahtlos an seine Laufbahn in der DDR anknüpfen. 1993 spielte er in der 1. und 2. Staffel der auf Sat.1 ausgestrahlten Kriminal-Fernsehserie Ein Bayer auf Rügen, wo er in einer tragenden Rolle den Eike Harmsen an der Seite von Wolfgang Fierek und Simone Thomalla verkörperte. Daran schloss sich 1995 eine weitere feste Serienrolle neben Robert Atzorn als Lehrer Dumbeck in der ZDF-Familienserie Unser Lehrer Doktor Specht an. Neben festen Serienrollen übernahm er wiederholt Gastauftritte in verschiedenen Fernsehserien und -reihen, u. a. in Liebling Kreuzberg, Für alle Fälle Stefanie, Adelheid und ihre Mörder, Stubbe – Von Fall zu Fall und in der ZDF-Arztserie Am liebsten Marlene an der Seite von Kathrin Waligura. In Anlehnung an seine frühere Tätigkeit als Zusteller besetzte ihn Hajo Gies neben Wolfgang Stumph 2002 in einer Nebenrolle als Chef eines Paketzustelldienstes in dem Fernseh-Weihnachtsfilm Ein Sack voll Geld.
Seine vorerst letzte Rolle vor der Kamera hatte Bause in der im November 2005 erstgesendeten Episode Immer in Bereitschaft der ARD-Krankenhausserie In aller Freundschaft als international gefragter Opernregisseur Carsten Sammer, der sich wegen einer Prostatawucherung operieren lassen muss.

### Hörspielarbeiten
Ab 1966 betätigte sich Bause umfangreich als Hörspielsprecher, wo er zunächst für den staatlichen Rundfunk der DDR arbeitete. In den 1970er Jahren wirkte er bei der Schallplattenfirma Litera in mehreren Märchenhörspielen mit, die als Schallplatten erschienen. Er sprach unter anderem den jüngsten Sohn des Schneiders Klaus in Tischlein deck dich (1972), den Posten in Das blaue Licht (1972), den treuen Diener Heinrich in Der Froschkönig oder der eiserne Heinrich (1977) und den König in Rumpelstilzchen (1977). In Der schlaue Urfin und seine Holzsoldaten (1991) nach dem Kinderbuch des russischen Autors Alexander Wolkow lieh er dem König Urfin I. seine Stimme. Seine bislang letzten Hörspiele sprach er im wiedervereinigten Deutschland Anfang der 1990er Jahre für mehrere Produktionen des Deutschlandsender Kultur und des Mitteldeutschen Rundfunks, wie etwa Bernd Schirmers Bruderherz und Tankred Dorsts Merlin oder Das wüste Land.

### Privates
Peter Bause ist seit 1969 mit der Schauspielerin Hellena Büttner (* 1951) verheiratet. Aus der Ehe entstammen zwei Töchter. Seit 1970 lebt das Paar in Berlin-Biesdorf.
Im Mai 2000 wurde unter dem Titel Die Rache des Rothaarigen – Der Schauspieler Peter Bause innerhalb der MDR-Fernsehsendung Lebensläufe ein Porträt seines künstlerischen Wirkens gezeigt. 2011 brachte er seine Autobiografie Man stirbt doch nicht im dritten Akt! Erinnerungen im Verlag Neues Leben heraus. 2021 erschien eine aktualisierte Neuausgabe. Bause hält zu seiner Autobiografie regelmäßig Rezitationen und Lesungen.

## Filmografie

### Kino
- 1965: Terra incognita
- 1966: Reise ins Ehebett
- 1968/87: Die Russen kommen
- 1971: Kennen Sie Urban?
- 1972: Nicht schummeln, Liebling!
- 1974: Der Untergang der Emma
- 1979: Für Mord kein Beweis
- 1980: Glück im Hinterhaus
- 1980: Die Schmuggler von Rajgrod
- 1980: Und nächstes Jahr am Balaton
- 1980: Peters Jugend (Yunost Petra)
- 1981: Asta, mein Engelchen
- 1981: Bürgschaft für ein Jahr
- 1982: Die dicke Tilla
- 1983: Insel der Schwäne
- 1984: Der Mann mit dem Ring im Ohr
- 1985: Unternehmen Geigenkasten
- 1985: Hälfte des Lebens
- 1989: Zwei schräge Vögel
- 1989: Ein brauchbarer Mann
- 1991: Tanz auf der Kippe
- 1991: Das Licht der Liebe
- 1992: Der Erdnußmann

### Fernsehen

#### Fernsehfilme
- 1967: Happy End
- 1970: Das Verhör von Habana
- 1971: Mein Freund
- 1971: Optimistische Tragödie
- 1971: Zwischen Freitag und morgen
- 1971: Verwandte und Bekannte (Dreiteiler)
- 1971: Der Unfallzeuge
- 1972: Kalkutta, 4. Mai
- 1972: Meine Schwester Tilli
- 1973: Zement (Zweiteiler)
- 1973: Der wunderbare Schatz
- 1974: Alwin auf der Landstraße
- 1974: Tilla und der Burgvogt
- 1974: Der Maulheld
- 1974: Die Explosion auf der Maine
- 1975: Juno und der Pfau (Theateraufzeichnung)
- 1975: Die unheilige Sophia
- 1975: Die Falle
- 1975: Die schwarze Mühle
- 1976: Wer das Unglück meistert, findet das Glück
- 1976: Mann gegen Mann
- 1976: Das Untier von Samarkand
- 1976: Leben und Tod Richard III. (Theateraufzeichnung)
- 1976: Heimkehr in ein fremdes Land (Dreiteiler, 2 Teile)
- 1976: Vor dem Abendessen
- 1977: Die Schildbürger
- 1977: Goldene Zeiten – Feine Leute (Zweiteiler, 1 Teil)
- 1977: Zweite Liebe – ehrenamtlich
- 1977: Der verschwundene Fluß
- 1978: Der Nachlass
- 1978: Der Fall Brian O’Hara
- 1978: Das Gemeinschaftszimmer
- 1978: Zwerg Nase
- 1979: Alles im Garten
- 1979: Menschenfreunde
- 1980: Susi oder Das verschenkte Girl
- 1980: Grenadier Wordelmann
- 1980: Früher Sommer
- 1981: Adel im Untergang
- 1981: Die Mutter
- 1981: Martin XIII.
- 1981: Die Gäste der Mathilde Lautenschläger
- 1982: Familie Rechlin
- 1982: Der Tausch
- 1982: Konrads Erbtanten
- 1983: Der kaukasische Kreidekreis
- 1983: Chef der Gelehrsamkeit – Wilhelm von Humboldt
- 1983: Meine fünf Frauen
- 1983: Martin Luther
- 1983: Märchenzirkus (Theateraufzeichnung)
- 1985: Es steht der Wald so schweigend
- 1985: Die dritte Frau (Zweiteiler)
- 1986: Sagenhaftes vom Petermännchen
- 1986: Die Weihnachtsklempner
- 1986: Das Buschgespenst
- 1987: Künstler, König und Modell
- 1988: Das Mädchen Leo
- 1988: Kalte Duschen
- 1988: Die Weihnachtsgans Auguste
- 1989: Späte Ankunft (Zweiteiler)
- 1989: Großer Frieden (Theateraufzeichnung)
- 1989: Konstantin und Alexander
- 1989: Die Irrfahrten des Weihnachtsmannes
- 1990: Himmelblaue Augen
- 1990: Pause für Wanzka
- 1990: Schmerzpatienten müssen warten
- 1990: Die Generalin seiner Majestät
- 1990: König Phantasios
- 1991: Der Zwerg im Kopf
- 2002: Ein Sack voll Geld

#### Fernsehserien und -reihen
- 1973: Polizeiruf 110: Gesichter im Zwielicht
- 1974: Kriminalfälle ohne Beispiel: Nach Abpfiff Mord
- 1975: Der Staatsanwalt hat das Wort: Geschiedene Leute
- 1976: Das Mädchen Krümel (2 Folgen)
- 1978: Polizeiruf 110: Doppeltes Spiel
- 1978: Scharnhorst (5 Folgen)
- 1979: Rentner haben niemals Zeit (Folge Das Gipsbein)
- 1979: Der Staatsanwalt hat das Wort: Der Fall Petra Hansen
- 1980: Polizeiruf 110: Zeugen gesucht
- 1982: Das große Abenteuer des Kaspar Schmeck (Folge Die Rebellen)
- 1983: Polizeiruf 110: Eine nette Person
- 1984: Familie Neumann (Folge Der prima Kumpel Willi/Pumpe und Petroleum)
- 1985: Der Staatsanwalt hat das Wort: Das Biest
- 1986–1988: Schauspielereien (verschiedene Rollen, zwei Folgen)
- 1989: Märkische Chronik (Folge Der Buckel)
- 1989: Polizeiruf 110: Mitternachtsfall
- 1989: Polizeiruf 110: Unsichtbare Fährten
- 1992: Agentur Herz (Folge Das Dementi)
- 1993: Ein Bayer auf Rügen (10 Folgen)
- 1994–1995: Wir sind auch nur ein Volk (3 Folgen)
- 1994: Liebling Kreuzberg (Folge Ein bisschen Gewalt)
- 1994: Die Stadtindianer (Folge Tödliche Herzen)
- 1994: Fritze Bollmann will nicht angeln (2 Folgen)
- 1994: Praxis Bülowbogen (Folge Der Unglückspfennig)
- 1995: Gegen den Wind (Folge Pizza Amore)
- 1995: Unser Lehrer Doktor Specht (3. Staffel, 15 Folgen)
- 1995: Die Straßen von Berlin (Folge Babuschka)
- 1996: Für alle Fälle Stefanie (Folge Männer mit Vergangenheit)
- 1997: Mama ist unmöglich (Folge Mama ist nicht zu bremsen)
- 1998: Adelheid und ihre Mörder (Folge Mord mit Monogramm)
- 1998: Stubbe – Von Fall zu Fall: Stubbe und der Tote an Loch Neun
- 1998–1999: Am liebsten Marlene (2 Folgen)
- 2003: Nicht ohne meinen Anwalt (Folge Der Drogenkurier)
- 2005: In aller Freundschaft (Folge Immer in Bereitschaft)

## Theater (Auswahl)
- Wallenstein, Faust, Galileo Galilei, König Lear, Mackie Messer, Galy Gay (Mann ist Mann), Azdak/Sänger (Kaukasischer Kreidekreis), Bill Cracker (Happy End), Puntila,  Wehrhahn (Biberpelz), Bel Ami, Clausen (Sonnenuntergang), General Harras (Des Teufels General), Götz von Berlichingen, Arturo Ui, Kontrabass, Richard Strauss (Kollaboration), Jugend ohne Gott, Tevye (Anatevka), Prächtl (Ruhe vor dem Sturm), Die Judenbank.
- 1970: Hans Magnus Enzensberger: Das Verhör von Habana (Calvino) – Regie: Manfred Wekwerth (Deutsches Theater Berlin)
- 1970: Helmut Baierl: Der lange Weg zu Lenin (Komsomolsekretär Schatzkin) – Regie: Adolf Dresen (Deutsches Theater Berlin – Kammerspiele)
- 1971: Rolf Schneider: Einzug ins Schloß (Bauleiter Göppler) – Regie: Hans-Georg Simmgen (Deutsches Theater Berlin)
- 1972: William Shakespeare: Leben und Tod Richard des Dritten (Clarence) – Regie: Manfred Wekwerth (Deutsches Theater Berlin)
- 1973: Volker Braun: Die Kipper – Regie: Klaus Erforth/Alexander Stillmark (Deutsches Theater Berlin)
- 1975: Juhan Smuul: Das Gänseinselbegräbnis und die Hoheitsgewässer von Muhu – Regie: Hans Bunge (Deutsches Theater Berlin – Kleine Komödie)
- 1976: Wassili Schukschin: Der Standpunkt (Bräutigam) – Regie: Wolfgang Heinz (Deutsches Theater Berlin)
- 1976: Wassili Schukschin: Tüchtige Leute (Einfacher Mann) – Regie: Wolfgang Heinz (Deutsches Theater Berlin)
- 1978: Dario Fo: Bezahlt wird nicht (Giovanni) – Regie: Konrad Zschiedrich (Berliner Ensemble)
- 1978: Helmut Baierl: Die Feststellung (LPG-Vorsitzender) – Regie: Christoph Brück / Wolf Bunge (Berliner Ensemble)
- 1980: John Millington Synge: Nebelschlucht (Landstreicher) – Regie: Freya Klier (Deutsches Theater Berlin – Kleine Komödie)
- 1980: Bertolt Brecht: Die Ausnahme und die Regel (Richter) – Regie: Carlos Medina (Berliner Ensemble)
- 1980: William Shakespeare: Der Widerspenstigen Zähmung (Gremio) – Regie: Christoph Brück / Wolf Bunge (Berliner Ensemble)
- 1981: Bertolt Brecht: Mann ist Mann (Galy Gay) – Regie: Konrad Zschiedrich (Berliner Ensemble)
- 1982: Friedrich Dürrenmatt: Die Physiker (Newton) – Regie: Jochen Ziller (Berliner Ensemble)
- 1982: Hanns-Eisler Hearing (Ermittlungsbeamter Stripling) – Regie: Christoph Brück / Wolf Bunge (Berliner Ensemble – Probebühne)
- 1983: Günther Weisenborn: Ramilie von Nevada (Greppi) – Regie: Herbert Fischer (Szenische Lesung in der Akademie der Künste der DDR)
- 1984: Johann Wolfgang von Goethe: Faust-Szenen (Student und Valentin) – Regie: Horst Sagert (Berliner Ensemble)
- 1984: Peter Weiss: Der neue Prozess (Direktor) – Regie: Axel Richter (Berliner Ensemble)
- 1986: Dario Fo: Zufällig eine Frau: Elisabeth (Kräuterhexe) – Regie: Manfred Wekwerth / Alejandro Quintana (Berliner Ensemble)
- 1986: William Shakespeare: Troilus und Cressida (Achilles) – Regie: Manfred Wekwerth (Berliner Ensemble)
- 1987: Bertolt Brecht: Baal (Ekart) – Regie: Alejandro Quintana (Berliner Ensemble)
- 1991: Bertolt Brecht: Der gute Mensch von Sezuan (Shu Fu) – Regie: Alejandro Quintana (Berliner Ensemble)
- 2014: Hans Fallada: Jeder stirbt für sich allein (Otto Quangel) – Regie: Volkmar Kamm Schauspielbühnen Stuttgart – Altes Schauspielhaus / Euro-Studio Landgraf

## Hörspiele und Hörbücher (Auswahl)
- 1966: Peter Weiss: Die Verfolgung und Ermordung Jean Paul Marats, dargestellt durch die Schauspielgruppe des Hospizes zu Charenton unter Anleitung des Herrn de Sade (Sänger) – Regie: Hanns Anselm Perten (Hörspiel – Rundfunk der DDR)
- 1972: Rabindranath Tagore: Chitra (Vasanta) – Regie: Wolfgang Schoor (Hörspiel – Rundfunk der DDR)
- 1972: Brüder Grimm: Das blaue Licht (Wachtposten) – Regie: Dieter Scharfenberg (Kinderhörspiel – Litera)
- 1972: Brüder Grimm: Tischlein deck dich (Klaus) – Regie: Dieter Scharfenberg (Kinderhörspiel – Litera)
- 1973: Hans-Ulrich Lüdemann: Überlebe das Grab (Detektiv) – Regie: Werner Grunow (Hörspiel – Rundfunk der DDR)
- 1973: Heinz-Jürgen Zierke: Caramba, Molkenthin (Ingenieur) – Regie: Albrecht Surkau (Hörspiel – Rundfunk der DDR)
- 1974: Tom Wittgen: Der Mann mit dem Hocker  (ABV) – Regie: Joachim Gürtner (Hörspielreihe: Neumann, zweimal klingeln – Rundfunk der DDR)
- 1974: Volksbuch: Die Schildbürger (Maurer, Bürger in Schilda) – Regie: Andreas Scheinert (Kinderhörspiel – Litera)
- 1975: Erik Knudsen: Not kennt kein Gebot oder der Wille Opfer zu bringen (Andst) – Regie: Peter Groeger (Hörspiel – Rundfunk der DDR)
- 1975: Prosper Mérimée: Die Jacquerie (Seward) – Regie: Albrecht Surkau (Hörspiel – Rundfunk der DDR)
- 1975: Jiří Kafka: Vom Wasser, das zu singen aufhörte (Drache) – Regie: Albrecht Surkau (Kinderhörspiel – Litera)
- 1975: Brüder Grimm: Der Trommler (1. Mann) – Regie: Dieter Scharfenberg (Kinderhörspiel – Litera)
- 1977: Brüder Grimm: Märchen der Gebrüder Grimm – Der Froschkönig (Heinrich) – Regie: Heiner Möbius (Kinderhörspiel – Litera)
- 1977: Brüder Grimm: Märchen der Gebrüder Grimm – Rumpelstilzchen (König) – Regie: Heiner Möbius (Kinderhörspiel – Litera)
- 1979: Leonid Solowjow: Nasreddin in Buchara (Wächter, Soldat) – Regie: Dieter Scharfenberg (Kinderhörspiel – Litera)
- 1980: Joachim Walther: Bewerbung bei Hofe (Löscher) – Regie: Fritz Göhler (Hörspiel – Rundfunk der DDR)
- 1980: Lia Pirskawetz: Stille Post – Regie: Horst Liepach (Biografie – Rundfunk der DDR)
- 1980: Volksbuch: Fortunatus’ Glückssäckel oder die Kunst, reich zu sein (Baron) – Regie: Andreas Scheinert (Hörspiel – Litera)
- 1981: László Hárs: Ich war einmal ... oder: Die Zimmerreiseabenteuer des Helden Buci (Vierbeiner) – Regie: Albrecht Surkau (Kinderhörspiel – Litera)
- 1985: Volksbuch: Till Eulenspiegels mehrsteils wohlige Nacht in der Herberg zu Kneiteln (Fuhrmann) – Regie: Andreas Scheinert, Jürgen Schmidt (Hörspiel – Litera)
- 1987: Andreas Scheinert: Des Teufels Triller (Vorsteher) – Regie: Andreas Scheinert (Hörspiel – Litera)
- 1990: Helmut Bez: Als ginge ich mir selbst verloren... (Kabert) – Regie: Peter Groeger (Hörspiel – Rundfunk der DDR)
- 1991: Alexander Wolkow: Urfin und seine Holzsoldaten (König Urfin I.) – Regie: Dieter Scharfenberg (Hörspiel – Litera)
- 1992: Holger Böhme: Ausbruch (Held) (Vater) – Regie: Achim Scholz (Hörspiel – ORB)
- 1992: Bernd Schirmer: Bruderherz (Gerhard, Sohn von Artur Hernstadt) – Regie: Christoph Dietrich (Hörspiel – SFB)
- 1993: Tankred Dorst: Merlin oder das wüste Land – Regie: Walter Adler (Hörspiel – MDR)
- 2019: Jochen Petersdorf: Weihnachtsmärchen. Zwischen Frühstück und Gänsebraten. Eulenspiegel, Berlin 2019, ISBN 978-3-359-01135-4.

## Autobiografie
- Peter Bause: Man stirbt doch nicht im dritten Akt! Erinnerungen. Das Neue Berlin, Berlin 2011, ISBN 978-3-360-02123-6.
- Peter Bause: Man stirbt doch nicht im dritten Akt! Erinnerungen. Das Neue Berlin, Berlin 2021, ISBN 978-3-355-01912-5. (aktualisierte Neuausgabe)

## Auszeichnungen
- 1993: Nürnberger Trichter Karnevalsgesellschaft als Ehrensenator der Gesellschaft
- 2017: Theaterpreis Hamburg – Rolf Mares in der Kategorie „Herausragender Darsteller“ für seine Darstellung im Ein-Personen-Stück Place of Birth: Bergen Belsen